# Esţalkh Jān
Esţalkh Jān (persiska: Esţalakh Jān, اسطلخ جان) är en ort i Iran.   Den ligger i provinsen Gilan, i den nordvästra delen av landet, 210 km nordväst om huvudstaden Teheran. Esţalkh Jān ligger 335 meter över havet och antalet invånare är 834.
Terrängen runt Esţalkh Jān är kuperad åt nordväst, men åt sydost är den bergig.Runt Esţalkh Jān är det ganska glesbefolkat, med 45 invånare per kvadratkilometer. Närmaste större samhälle är Rostamābād, 5,8 km väster om Esţalkh Jān. Trakten runt Esţalkh Jān består till största delen av jordbruksmark.